# 英雄貴姓
《英雄貴姓》（英語：Weapons of Power）是香港電視廣播有限公司於1995年攝製的古裝武俠喜劇電視劇，由古巨基、樊少皇、陳啟泰、張慧儀、傅明憲、劉家榮領銜主演，監製楊錦泉。
劇集起用1995年被力捧的「小生」古巨基和「花旦」傅明憲擔演男、女主角。可是，古巨基在拍攝期間遭電視台「雪藏」，故劇集拍畢後一直未有播放時間表，直至1997年4月才被安排在非黃金時段播出。劇集播放長度由原本20集、每集45分鐘刪剪成40集、每集22至24分鐘，在六點半新聞報道前的半小時播出。
1995年憑《娛樂插班生》一劇冒起的演員林家棟，在本劇只是一名綠葉演員，且只出現一幕。2000年2月至4月期間首次重播，亦是播出40集的版本。
此劇於2018年6月30日在TVB經典台及2018年7月24日在TVB星河頻道重播。

## 故事大綱
邪教惡人谷崛起，谷主滅絕魔僧武功蓋世，殘害武林正道人士，三絕莊掌門星龍長老（鮑方飾）派出門下三大弟子烈火槍－慕容白（劉家榮飾）、奪命刀諾英（羅莽飾）、君子劍－夏侯淳（陳啟泰飾）與魔僧戰鬥以拯救武林，一番苦戰終將魔僧殲滅，三絕莊也因此成為統率武林的盟主。
星龍長老圓寂在即，由三大弟子以武定勝負以繼掌門之位，淳率先退出競鬥，比武中白剌傷英，發現槍頭有毒，為保性命英自斷左手臂，白堅稱未下毒，原來是諄所為，他還殺了星龍長老，將一切嫁禍白，武林各派群起圍攻，白百辭莫辯，帶著妻子和初生子逃亡，但妻子不幸途中身亡，走投無路下只好將其兒放入木盆之中隨溪飄流，白被追兵追至山崖跳下。英因已斷臂成為廢人，淳順理成章成為三絕莊掌門。
二十年後，白的兒子已經長大成人，原來當年他被村婦林嫂（朱咪咪飾）所救取名為林盆（古巨基飾），自幼和村婦親生子林碟（樊少皇飾）一同長大，不過盆生性活潑頑皮，一句「英雄貴姓」常掛嘴邊，而碟則為人耿直，二人性格不同但感情深厚情同手足。一次二人誤打誤撞捲入正邪兩派爭鬥之中，原來當年的魔教死灰復燃，諄為斬草除根派弟子擒拿魔教中人，雙方展開激戰，正派中伏擊所乘之船發生爆炸，差點全軍覆沒，盆適逢其會救了英和各派掌門成為武林英雄，被英收為大弟子，而另一方面白身受重傷被碟所救...
白感激碟救命之恩將槍法傳授。英重遇白滿腔怒火欲殺白報仇，白堅決否認聲稱當年害英乃另有其人，英半信半疑和諄商量，諄見英起疑，便下毒手欲致英死地，幸有人前來令諄未能殺英，但英仍被變成不能行不能言的廢人，且被人誤以為英是被白所害。英之女諾鳳（傅明憲飾）和盆見英變成廢人，勤練武功立志要幫英報仇。碟被白用計帶回惡人谷，本以為惡人谷的人都是壞人，卻發現原來外面的人比起惡人谷要壞上千倍...
碟出惡人谷找失散的母親和未婚妻娥，豈料娥不甘貧困而另嫁他人，碟傷心欲絕。是日，龍天嬌（張慧儀飾）重遇當年侵犯她及陷害她全家的淫僧，展開惡鬥，後因敵不過只好逃跑，嬌身受重傷流血不止，只好返回原路欲尋找傷藥，碟奮力反擊下殺死淫僧為嬌報仇，並找到傷藥幫嬌止血，碟無家可歸唯有重返惡人谷。碟和嬌漸生情愫，碟更不惜滴血種花欲醫治嬌身上的頑疾，嬌感動對碟芳心暗許。
諄得知碟入惡人谷，便安排鳳和雄（何英偉飾）成親，要盆和鳳假意私奔進入惡人谷做內應。二人幾經艱辛，終成功進入惡人谷。碟、盆兄弟重逢既悲且喜，惡人們最初懷疑盆和鳳入谷之目的，多番試探都被盆機警瞞過，鳳暗中搜集惡人谷出入之路線，意圖將惡人谷殲滅為父報仇，但盆和惡人們相處日久漸生感情，大為矛盾...

## 演員表

### 林家村
| 演員   | 角色   | 備註                                                                                            |
| 古巨基 | 林盆   | 慕容白、唐若詩之子 本名慕容豹 個性活潑頑皮但才智過人 於第一集被林嫂於河邊所救，收為養子取名林盆 |
| 樊少皇 | 林碟   | 林嫂之子 為人老實忠直且克勤克儉                                                                 |
| 朱咪咪 | 林嫂   | 林盆、林碟之母                                                                                  |
| 凌漢   | 德叔   | 林家村民                                                                                        |
| 林佩君 | 李淑娥 | 林碟之未婚妻                                                                                    |
| 張漢斌 | 威爺   | 林家村賭坊老板                                                                                  |
| 何壁堅 | 村長   | 林家村長                                                                                        |
| 石云   | 吉叔   | 林家村民                                                                                        |
| 黎秀英 | 祥嬸   | 林家村民                                                                                        |

### 三絕莊
| 演員   | 角色       | 備註 |
| 鮑方   | 星龍長老   | 第一集登場 三絕莊前任掌門 諾英、慕容白、夏侯諄之師 於第一集被夏侯諄偷襲身亡                                                       |
| 羅莽   | 諾英       | 外號「奪命刀」 星龍長老的大弟子 於第一集因夏侯諄之奸計，導致被慕容白誤傷後需斷臂自救                                              |
| 劉家榮 | 慕容白     | 外號「烈火槍」 星龍長老的二弟子 唐若詩之夫、林盆之父 於第一集中夏侯諄奸計，遭其誣蔑毒害同門及殺害恩師，成為武林公敵，最後跳崖自殺 |
| 陳啟泰 | 夏侯諄     | 外號「君子劍」 星龍長老的三弟子 三絕莊現任掌門 實為偽君子，覬覦掌門之位，故施毒計殺害恩師、毒害諾英並將一切罪行誣蔑給慕容白       |
| 曾慧雲 | 唐若詩     | 第一集登場 慕容白之妻 四川「唐門」之後 於第一集因被各派追殺而不幸喪生                                                             |
| 劉桂芳 | 李芳       | 諾英之妻 後來為了救諾英試藥身亡                                                                                                   |
| 傅明憲 | 諾鳳       | 諾英之女 |
| 敖若晴 | 諾鳳(童年) | 第8集登場 |
| 何英偉 | 古劍雄     | 夏侯諄的大弟子 |
| 葉志華 | 阿鵬       | 三絕莊弟子 |
| 黃煒林 | 阿和       | 三絕莊弟子 |
| 張俊華 | 三絕莊弟子 | 第18集登場 |
| 何掌君 | 三絕莊弟子 | 第18集登場 |

### 惡人谷
| 演員   | 角色     | 備註                                       |
| 徐忠信 | 滅絕魔僧 | 惡人谷前任谷主                             |
| 梁建平 | 諸葛青雲 | 人稱諸葛先生，是惡人谷的軍師               |
| 張慧儀 | 龍天嬌   | 四大惡人之一，身患一旦受傷便流血不止的絕症 |
| 李家鼎 | 鬼公公   | 四大惡人之一                               |
| 李海生 | 鐵頭陀   | 四大惡人之一                               |
| 朱鐵和 | 李大森   | 四大惡人之一                               |
| 黃仲匡 | 阿標     |                                            |
| 沈寶思 | 阿華     |                                            |
| 黃天鐸 | 藥王     |                                            |

### 其他門派
| 演員   | 角色       | 備註                                                                   |
| 曹濟   | 趙掌門     | 武當派                                                                 |
| 陳勉良 | 張真人     | 全真                                                                   |
| 博君   | 周掌門     | 點蒼派                                                                 |
| 梁明華 | 長眉道人   |                                                                        |
| 王偉樑 | 伍掌門     | 華山派                                                                 |
| 王新芬 | 靜心師太   | 飛燕門                                                                 |
| 華忠男 | 范掌門     | 青城派                                                                 |
| 湯俊明 | 范龍       | 第11集登場，青城派范掌門之子，後被夏侯諄所殺，其父一直以為是盆、鳳所為 |
| 郭德信 | 法海大師   | 以前侵犯龍天嬌，並冤狂嬌及其父母是惡人谷的人                           |
| 王維德 | 連風       | 第19~20集登場，華山派弟子                                              |
| 黃振寧 | 李忠       | 第19~20集登場，華山派弟子                                              |
| 陳志恆 | 華山派弟子 | 第19集登場                                                             |
| 黃定邦 | 華山派弟子 | 第19集登場                                                             |

### 其他演員
| 演員   | 角色       | 備註                                 |
| 王大偉 | 劍客甲     | 第2集登場                            |
| 沈星銘 | 劍客乙     | 第2集登場                            |
| 鄭瑞曉 | 獵人       | 第2集登場                            |
| 陸希揚 | 劍客丙     | 第2集登場                            |
| 卓凡   | 衙差甲     | 第2集登場                            |
| 盧剛   | 衙差乙     | 第2集登場                            |
| 鄧煜榮 | 考官       | 第2集登場                            |
| 可心   | 妓女甲     | 第2集登場                            |
| 陳向瑩 | 妓女乙     | 第2集登場                            |
| 張捷   | 妓女丙     | 第2集登場                            |
| 游飈   | 途人       | 第2集登場                            |
| 陳中堅 | 龍天嬌之父 | 第9集登場                            |
| 余慕蓮 | 龍天嬌之母 | 第9集登場                            |
| 羅樹淇 | 周老爺     | 第10集登場，周少爺之父               |
| 蔣克   | 周少爺     | 第10集登場，李淑娥後來嫁給他為妻     |
| 陸婉芬 | 民族女甲   | 第12集登場                           |
| 饒秋寶 | 民族女乙   | 第12集登場                           |
| 許實賢 | 男子       | 第16集登場，欲將小孩送上三絕莊的丈夫 |
| 呂劍光 | 仁叔       | 碟所開酒家的伙記                     |
| 邱錦津 | 林杯       | 林碟和龍天嬌所生之子                 |
| 劉超凡 | 大夫       | 第18集登場                           |
| 曾健明 | 風水佬     | 第18集登場                           |
| 張帆   | 兵器舖老板 | 第18集登場                           |
| 吳亞圓 | 食客乙     | 第18集登場                           |
| 麥嘉倫 | 抬棺甲     | 第18集登場，欲暗殺盆等人的剌客       |
| 伍文生 | 抬棺乙     | 第18集登場，欲暗殺盆等人的剌客       |
| 梁毅   | 抬棺丁     | 第18集登場，欲暗殺盆等人的剌客       |
| 陳燕航 | 農婦       | 第19集登場                           |
| 林家棟 | 關牛       | 第19集登場，關清之子，是痴傻兒       |
| 朱威廉 | 關牛(童年) | 第19集登場                           |
| 雷小明 | 關清       | 第19集登場，職業是打鐵匠             |
| 孫季卿 | 大夫       | 第19集登場                           |
| 梁美鳳 | 飛燕門弟子 | 第19集登場                           |
| 黃潔冰 | 飛燕門弟子 | 第19集登場                           |

## 電視節目的變遷
| 香港無綫電視翡翠台 逢星期一至五 17:55－18:25 | 香港無綫電視翡翠台 逢星期一至五 17:55－18:25 | 香港無綫電視翡翠台 逢星期一至五 17:55－18:25 |
| -------------------------------------------- | -------------------------------------------- | -------------------------------------------- |
|                                              | 英雄貴姓 (1997.04.17－1997.06.11)            |                                              |
| 觀世音 (重播) (1997.02.28－1997.04.16)       | 香港的故事 (首播) (1997.06.12－1997.09.04)   |                                              |